# (58499) Stüber
(58499) Stüber ist ein Asteroid des Hauptgürtels, der am 3. November 1996 von den österreichischen Astronomen Erich Meyer und Erwin Obermair auf ihrer Sternwarte Davidschlag (IAU-Code 540) in der Nähe von Linz in Österreich entdeckt wurde. Die Absolute Helligkeit des Asteroiden ist 15,48 mag.
Der Himmelskörper gehört zur Eunomia-Familie, einer Gruppe von Asteroiden, die nach (15) Eunomia benannt wurde.
Der Asteroid wurde am 1. Juni 2007 nach dem Biologen und ehemaligen Direktor Eberhard Stüber vom Haus der Natur in Salzburg benannt.